# David Efianayi
David Efianayi, né le 19 décembre 1995 à Manchester, dans le Connecticut, est un joueur américain de basket-ball évoluant au poste de meneur.

## Biographie
Après quatre années dans les rangs des Runnin' Bulldogs de Gardner-Webb, il signe son premier contrat professionnel avec le club danois des Bakken Bears, avec qui il réalise le doublé coupe-championnat. Il reste au Danemark la saison suivante et rejoint Horsens IC. 
David Efianayi s'engage pour deux saisons avec Denain. Il participe au concours de dunks du All-Star Game LNB 2021. À l'issue de la saison 2021-2022 de Pro B, il active sa clause de sortie et intègre le club israélien de l'Hapoël Beer-Sheva.
Il rejoint ensuite la Turquie, au Socar Petkimspor pour la saison 2023-2024, puis Galatasaray lors de la saison 2024-2025. En janvier 2025, il quitte Galatasaray pour Mersin MSK.

## Palmarès
- Champion du Danemark 2020
- Coupe du Danemark 2020
- Ligue internationale des Balkans 2023